# Bob Kelly
Robert James "Bob" Kelly, född 25 november 1950, är en kanadensisk före detta professionell ishockeyforward som tillbringade tolv säsonger i den nordamerikanska ishockeyligan National Hockey League (NHL), där han spelade för Philadelphia Flyers och Washington Capitals. Han producerade 362 poäng (154 mål och 208 assists) samt drog på sig 1 454 utvisningsminuter på 837 grundspelsmatcher. Kelly spelade också för Oshawa Generals i Ontario Hockey Association (OHA).
Han draftades av Philadelphia Flyers i tredje rundan i 1970 års draft som 32:a spelare totalt, vilket han vann Stanley Cup med för säsongerna 1973–1974 och 1974–1975.
Efter spelarkarriären arbetade Kelly som investerare inom bland annat byggindustri och med samhällsrelationer för Philadelphia Flyers. Den 17 september 2010 blev han amerikansk medborgare.

## Statistik
| 1968–1969      | Oshawa Generals     | OHA-Jr.        | 54  | 21  | 23  | 44  | 128  | —   | — | —  | —  | —   |
| 1969–1970      | Oshawa Generals     | OHA-Jr.        | 53  | 21  | 31  | 52  | 117  | 6   | 2 | 1  | 3  | 7   |
| 1970–1971      | Philadelphia Flyers | NHL            | 76  | 14  | 18  | 32  | 70   | 4   | 1 | 0  | 1  | 2   |
| 1971–1972      | Philadelphia Flyers | NHL            | 78  | 14  | 15  | 29  | 157  | —   | — | —  | —  | —   |
| 1972–1973      | Philadelphia Flyers | NHL            | 77  | 10  | 11  | 21  | 238  | 11  | 0 | 1  | 1  | 8   |
| 1973–1974      | Philadelphia Flyers | NHL            | 65  | 4   | 10  | 14  | 130  | 5   | 0 | 0  | 0  | 11  |
| 1974–1975      | Philadelphia Flyers | NHL            | 67  | 11  | 18  | 29  | 99   | 16  | 3 | 3  | 6  | 15  |
| 1975–1976      | Philadelphia Flyers | NHL            | 79  | 12  | 8   | 20  | 125  | 16  | 0 | 2  | 2  | 44  |
| 1976–1977      | Philadelphia Flyers | NHL            | 73  | 22  | 24  | 46  | 117  | 10  | 0 | 1  | 1  | 18  |
| 1977–1978      | Philadelphia Flyers | NHL            | 74  | 19  | 13  | 32  | 95   | 12  | 3 | 5  | 8  | 26  |
| 1978–1979      | Philadelphia Flyers | NHL            | 77  | 7   | 31  | 38  | 132  | 8   | 1 | 1  | 2  | 10  |
| 1979–1980      | Philadelphia Flyers | NHL            | 75  | 15  | 20  | 35  | 122  | 19  | 1 | 1  | 2  | 38  |
| 1980–1981      | Washington Capitals | NHL            | 80  | 26  | 36  | 62  | 157  | —   | — | —  | —  | —   |
| 1981–1982      | Washington Capitals | NHL            | 16  | 0   | 4   | 4   | 12   | —   | — | —  | —  | —   |
| NHL totalt     | NHL totalt          | NHL totalt     | 837 | 154 | 208 | 362 | 1454 | 101 | 9 | 14 | 23 | 172 |
| OHL-Jr. totalt | OHL-Jr. totalt      | OHL-Jr. totalt | 107 | 42  | 54  | 96  | 245  | 6   | 2 | 1  | 3  | 7   |